# HD 213240
HD 213240 (HIP 111143 / CD-50 13701 / GC 31437) es una estrella en la constelación de Grus, la grulla, de magnitud aparente +6,80. Se encuentra a 133 años luz de distancia del sistema solar. Desde 2001 se conoce la existencia de un planeta extrasolar orbitando alrededor de esta estrella.
De acuerdo con la fuente consultada, HD 213240 aparece como una subgigante amarilla de tipo espectral G4IV o como una enana amarilla de tipo G0/G1V. Tiene una masa un 22% mayor que la masa solar y un diámetro un 50% más grande que el del Sol.
Su contenido de hierro en relación con el de hidrógeno puede ser hasta un 70% mayor que en el Sol.
Su edad se estima en 5110 millones de años,
lo que supone una antigüedad superior al Sol en unos 500 millones de años.
HD 213240 forma una binaria amplia con HD 213240 C, enana roja de 0,15 masas solares distante al menos 3900 UA de la componente principal.
HD 213240 B, estrella de magnitud 12 situada a 20 segundos de arco de HD 213240, no forma parte del sistema.

## Sistema planetario
El planeta extrasolar en torno a HD 213240, denominado HD 213240 b, se mueve en una órbita excéntrica (ε = 0,47) a una distancia media de 2,03 UA respecto a la estrella. Su período orbital es de 2,60 años y tiene una masa mínima 4,5 veces mayor que la de Júpiter.
| Acompañante (En orden desde la estrella) | Masa (MJ) | Período orbital (días) | Semieje mayor (UA) | Excentricidad |
| ---------------------------------------- | --------- | ---------------------- | ------------------ | ------------- |
| HD 213240 b                              | > 4,5     | 951 ± 42               | 2,03               | 0,45 ± 0,004  |